# Братя Даскалови (община)
Община Братя Даскалови се намира в Южна България и е една от съставните общини на област Стара Загора.

## География

### Географско положение, граници, големина
Общината е разположена в югозападната част на област Стара Загора. С площта си от 487,956 km2 заема 6-о място сред 11-те общини на областта, което съставлява 9,46% от територията на областта. Границите ѝ са следните:
- на север – община Павел баня и община Казанлък;
- на североизток – община Стара Загора;
- на изток – община Чирпан;
- на юг – община Първомай, Област Пловдив;
- на югозапад – община Садово, Област Пловдив;
- на запад – община Раковски и община Брезово, Област Пловдив.

### Природни ресурси

#### Релеф
Релефът на общината е разнообразен – от равнинен в южната част, през хълмист в централната, до ниско планински в северната. Територията ѝ попада в пределите на Горнотракийската низина и части от Сърнена Средна гора.
Северните части на община Братя Даскалови се заемат от южните склонове на Сърнена Средна гора. На 300 m източно от хижа „Каваклийка“ се намира най-високата ѝ точка – 1065,8 m.
Южно от Сърнена Средна гора се простират западните части на Чирпанските възвишения, които обхващат средните части на общината. На около 3 km източно от село Голям дол, на границата с община Чирпан се издига най-високата им точка – връх Китката 850,4 m.
Южните райони на общината са заети от Горнотракийската низина, която в тази част е слабо хълмиста и е с надморска височина от 150 до 250 m. Тук, югоизточно от село Мирово, на границата с община Първомай, в коритото на река Марица се намира най-ниската ѝ точка – 128 m н.в.

#### Води
В крайния югозападен ъгъл на общината (в землището на село Мирово), по границата с общините Садово и Първомай на протежение около 5 km протича част от средното течение на река Марица. В нея отляво на територията на общината се вливат три по-големи реки:
– Брезовска река (Гюлдере, Рахманлийска река). Тя протича през общината с долното си течение западно от селата Гранит и Опълченец и частично по границата с община Раковски и се влива в Марица на около 2 km западно от село Мирово;
– Селска река. Тя води началото си югозападно от село Колю Мариново, навлиза в община Брезово, след което северно от село Гранит отново се връща на територията на община Братя Даскалови. Минава през селото и западно от селата Оризово и Мирово и южно от последното се влива в Марица;
– Омуровска река (58 km). Тя води началото си под името Конакдере от 820 m н.в., на 1 km североизточно от връх Чакалова поляна (902 m) в Сърнена Средна гора. Тече в южна посока в западната и югозападната част на Чирпанските възвишения в тясна долина, с редуващи се долинни разширения, в които са разположени няколко села. След устието на десния си приток река Страшния дол носи името Старата река до село Малък дол, а след устието на Новоселска река – Омуровска река. При село Партизанин навлиза в Горнотракийската низина, като долината ѝ става широка и плитка. Минава през селата Черна гора и Плодовитово и напуска пределите на общината. След 4 km се влива отляво в река Марица на 120 m н.в., на 650 m южно от село Крушево, община Първомай. Площта на водосборния ѝ басейн е 305 km2;
– Новоселска река (22 km, ляв приток на Омуровска река). Тя извира под името Ямачдере на 802 m н.в., на 700 n югоизточно от хижа „Каваклийка“ в Сърнена Средна гора. Тече в южна посока, като до село Горно Ново село долината ѝ е дълбока и залесена, а след това се разширява и обезлесява. След село Найденово долината ѝ още повече се разширява и се влива отляво в Омуровска река на 229 m н.в., точно под моста, свързващ селата Малък дол и Голям дол. Площта на водосборния ѝ басейн е 118 km2, което представлява 38,7% от водосборния басейн на Омуровска река.

## Население

### Етнически състав (2011)
Численост и дял на етническите групи според преброяването на населението през 2011 г.:
|                     | Численост | Дял (в %) |
| Общо                | 8677      | 100,00    |
| Българи             | 6169      | 71,10     |
| Турци               | 734       | 8,46      |
| Цигани              | 1139      | 13,13     |
| Други               | 10        | 0,12      |
| Не се самоопределят | 33        | 0,38      |
| Неотговорили        | 592       | 6,82      |

### Движение на населението (1934 – 2011)
| Община Братя Даскалови                        | Община Братя Даскалови | Община Братя Даскалови | Община Братя Даскалови | Община Братя Даскалови | Община Братя Даскалови | Община Братя Даскалови | Община Братя Даскалови | Община Братя Даскалови | Община Братя Даскалови | Община Братя Даскалови | Община Братя Даскалови |
| --------------------------------------------- | ---------------------- | ---------------------- | ---------------------- | ---------------------- | ---------------------- | ---------------------- | ---------------------- | ---------------------- | ---------------------- | ---------------------- | ---------------------- |
| Година                                        | 1934                   | 1946                   | 1956                   | 1965                   | 1975                   | 1985                   | 1992                   | 2001                   | 2011                   | 2021                   |                        |
| Население                                     | 29583                  | 30245                  | 25948                  | 20893                  | 16723                  | 13359                  | 12393                  | 11065                  | 8677                   | ??                     |                        |
| Източници: Национален Статистически Институт, |                        |                        |                        |                        |                        |                        |                        |                        |                        |                        |                        |

### Населени места
Общината има 23 населени места с общо население от 7266 жители към 7 септември 2021 г.
| Населено място  | Население (2021 г.) | Площ на землището km2 | Забележка (старо име)              | Населено място | Население (2021 г.) | Площ на землището km2 | Забележка (старо име)           |
| --------------- | ------------------- | --------------------- | ---------------------------------- | -------------- | ------------------- | --------------------- | ------------------------------- |
| Братя Даскалови | 594                 | 35,193                | Бурнусус, Малко Борисово, Гроздово | Мирово         | 632                 | 20,112                | Сеймен, Стражар                 |
| Верен           | 162                 | 19,787                | Садъклии                           | Найденово      | 103                 | 17,494                | Нова махла                      |
| Голям дол       | 60                  | 19,353                | Голямо дерелии                     | Опълченец      | 292                 | 19,696                | Асъкърово                       |
| Горно Белево    | 203                 | 17,934                | Алабашево, Горно Бялово            | Оризово        | 1292                | 20,370                | Чилтикчии                       |
| Горно Ново село | 119                 | 36,279                | Горно Енишерлии                    | Партизанин     | 480                 | 16,821                | Омурово, Партизани              |
| Гранит          | 598                 | 32,738                |                                    | Плодовитово    | 590                 | 14,211                | Сюлмешлии                       |
| Долно Ново село | 42                  | 9,666                 | Долно Енишерлии                    | Православ      | 160                 | 26,801                | Мисилим, Православен            |
| Колю Мариново   | 44                  | 27,940                | Колачево, Радомир                  | Славянин       | 20                  | 20,253                | Махмутларе                      |
| Малко Дряново   | 84                  | 24,811                | Хаджиолар                          | Съединение     | 79                  | 19,505                | Калфа                           |
| Малък дол       | 20                  | 5,761                 | Малко дерелии                      | Сърневец       | 72                  | 20,477                | Караджоврен                     |
| Марково         | 39                  | 10,553                | Сакарлии                           | Черна гора     | 1454                | 25,432                | Кара орман                      |
| Медово          | 127                 | 26,769                | Балджиларе                         | ОБЩО           | 7266                | 487,956               | няма населени места без землища |

## Административно-териториални промени
- Указ № 462/обн. 21 декември 1906 г. – преименува с. Садъклии на с. Верен;

– преименува с. Войник махле на с. Войниците;
– преименува с. Кюселии на с. Голобрадово;
– преименува с. Голямо Дерелии на с. Голям дол;
– преименува с. Алабашево на с. Горно Бялово;
– преименува с. Горно Енишерлии на с. Горно Ново село;
– преименува с. Долно Енишерлии на с. Долно Ново село;
– преименува с. Бурнусус на с. Малко Борисово;
– преименува с. Хаджиолар на с. Малко Дряново;
– преименува с. Малко Дерелии на с. Малък дол;
– преименува с. Сакарлии на с. Марково;
– преименува с. Балджиларе на с. Медово;
– преименува с. Асъкърово на с. Опълченец;
– преименува с. Чилтикчии (Челтикчии) на с. Оризово;
– преименува с. Сюлмешлии на с. Плодовитово;
– преименува с. Мисилим на с. Православен;
– преименува с. Колачево на с. Радомир;
– преименува с. Махмутларе на с. Славянин;
– преименува с. Сеймен на с. Стражар;
– преименува с. Калфа на с. Съединение;
– преименува с. Караджоврен на с. Сърневец;
– преименува с. Кара орман на с. Черна гора;
- МЗ № 2820/обн. 14 август 1934 г. – преименува с. Православен на с. Православ;
- МЗ № 945/обн. 19 май 1945 г. – обединява селата Голобрадово и Скобелево в едно ново населено място – с. Гранит;
- МЗ № 5530/обн. 17 септември 1947 г. – преименува с. Малко Борисово на с. Гроздово;
- Указ № 949/обн. 8 декември 1949 г. – преименува с. Радомир на с. Колю Мариново;
- Указ № 166/обн. 6 април 1950 г. – заличава с. Войниците и го присъединява като квартала на с. Гроздово;
- Указ № 191/обн. 22 април 1950 г. – преименува с. Гроздово на с. Братя Даскалови;
- Указ № 334/обн. 13 юли 1951 г. – преименува с. Стражар на с. Мирово;

– преименува с. Омурово на с. Партизани;
- Указ № 317/обн. 13 декември 1955 г. – заличава с. Малък дол и го присъединява като квартал на с. Голям дол;
- през 1956 г. – осъвременено е името на с. Горно Бялово на с. Горно Белево без административен акт;
- Указ № 169/обн. 10 май 1960 г. – преименува с. Нова махла на с. Найденово;
- Указ № 960/обн. 4 януари 1966 г. – уточнява името на с. Партизани на с. Партизанин;
- Указ № 117/обн. 28 април 2000 г. – отделя кв. Малък дол от с. Голям дол и го възстановява като отделно населено място – с. Малък дол;
- Указ № 45/обн. 23 март 2001 г. – отделя с. Пъстрово и неговото землище от община Братя Даскалови и го присъединява към община Стара Загора.

## Транспорт
В южната част на общината, от запад на изток, на протежение от 15,1 km преминава участък от трасето на жп линията Пловдив – Стара Загора – Бургас от Железопътната мрежа на България.
През общината преминават изцяло или частично 10 пътя от Републиканската пътна мрежа на България с обща дължина 129,9 km:
- участък от 15,4 km от автомагистрала Тракия (от km 155,6 до km 171,0);
- началният участък от 2,3 km от автомагистрала Марица (от km 0 до km 2,3);
- участък от 7,1 km от Републикански път II-56 (от km 36,1 до km 43,2);
- участък от 11,9 km от Републикански път II-66 (от km 110,8 до km 122,7);
- последният участък от 15,7 km от Републикански път III-565 (от km 28,2 до km 43,9);
- участък от 13,5 km от Републикански път III-608 (от km 31,8 до km 45,3);
- участък от 21 km от Републикански път III-664 (от km 7,7 до km 28,7);
- началният участък от 12,6 km от Републикански път III-666 (от km 0 до km 12,6);
- началният участък от 1,9 km от Републикански път III-667 (от km 0 до km 1,9);
- целият участък от 28,5 km от Републикански път III-5603.

## Икономика
Земите на общината са населявани от дълбока древност. Праисторическите селищни могили са датирани от V и IV хилядолетие преди новата ера.
Транспортно-географското положение на общината е един от специфичните фактори за нейното развитие. През територията преминава трасето на еврокоридор 4, чиито елементи са автомагистрала „Тракия“ и отклонението ѝ на югоизток – автомагистрала „Марица“, която предстои да се изгражда на територията на общината.
Общината е типичен селски район. 63 % от поземления ресурс са земеделски територии. Това предопределя селското стопанство като основен отрасъл на местната икономика. Създаването на ефективен и конкурентно способен аграрен сектор е основна цел на общинското ръководство. Бъдещето на селскостопанското производство в общината е в засиленото участие на високопроизводителна техника и на съвременни технологии. Добре развито е растениевъдството. Водещи браншове са зърнопроизводството, лозарството и овощарството. Съществуват добри почвено-климатични условия за развитие на маслодайната роза, лавандулата, памука. През последните няколко години вложените инвестиции в земеделието доведоха до увеличение на лозовите насаждения с около 3000 дка, лавандуловите с 270 дка, розовите с над 330 дка, овощните градини с 300 дка вишни.
В общинската икономика промишлеността е с ограничени възможности. Базирайки се на суровините от земеделието тя е представена с малки предприятия, осъществяващи дейност основно в сферата на хранително-вкусовата промишленост – консервна, млекопреработвателна, винарска и мелничарска. И в този отрасъл изграждането на новите производствени мощности, които отговарят на европейските изисквания са с финансовата подкрепа на програма САПАРД. Продукцията на тези предприятия е насочена към вътрешния пазар. Изключение прави консервното предприятие „Конекс-Тива“, чиято продукция е предназначена изключително за външния пазар и се реализира в САЩ, Канада, Франция, Великобритания, Швеция, Германия, Израел и др.
Отдалечеността от промишлени замърсители е добра предпоставка за производството на екологично чиста селскостопанска продукция и за развитието на селски туризъм. Заради спокойствието и тишината които предлагат нашите села в северния нископланински район на общината, през последните години има засилен интерес към свободния жилищен фонд там. Близостта на Средна гора и множеството микроязовири в района предлагат места за краткотраен отдих в края на работната седмица.
Пътната инфраструктура е от особено важно значение за икономическото развитие и подобряването на комплексната жизнена среда на общината. Затова нейното подобряване е водещ приоритет в плана за развитие на общината в следващите няколко години.

## Топографска карта
- Лист от карта K-35-51. Мащаб: 1 : 100 000.
- Лист от карта K-35-63. Мащаб: 1 : 100 000.